# Untere Argen und Seitentäler
Das Gebiet Untere Argen und Seitentäler ist ein durch das Regierungspräsidium Tübingen nach der Richtlinie 92/43/EWG (Fauna-Flora-Habitat-Richtlinie) ausgewiesenes Schutzgebiet (SG-Nummer DE-8324343) im Südosten des deutschen Bundeslandes Baden-Württemberg.

## Lage
Das rund 951 Hektar (ha) große Schutzgebiet Untere Argen und Seitentäler gehört naturräumlich zum Adelegg und Westallgäuer Hügelland. Seine neun Teilflächen liegen auf einer Höhe von 496 bis 737 m ü. NHN und erstrecken sich zu 3,1 ha im Bodenseekreis (Gemeinde Neukirch) und zu 979,7 ha im Landkreis Ravensburg (Gemeinden Argenbühl, Amtzell, Bodnegg, Kißlegg und Waldburg, Städte Isny im Allgäu, Leutkirch im Allgäu und Wangen).
Im Wesentlichen umfassen die Teilflächen das Tal der Unteren Argen südöstlich von Isny bis zum Zusammenfluss mit der Oberen Argen bei Neuravensburg, ihre Nebenflüsse, unter anderem Eschach, Haslach und Karbach, sowie deren Randgebiete.

## Schutzzweck
Wesentlicher Schutzzweck ist die Erhaltung der naturnahen, alpin beeinflussten Flusslandschaft mit hoher natürlicher Dynamik, tief eingeschnittenen Seitentälern mit Hangbuchenwäldern, Quellbereichen (Quellmoore, Tuffbildungen), kleinen, zum Teil verlandeten Seen, Weihern, Pfeifengraswiesen und Auwäldern.

### Lebensraumtypen
Folgende Lebensraumtypen nach Anhang I der FFH-Richtlinie kommen im Gebiet vor:
| EU Code | * | Lebensraumtyp (offizielle Bezeichnung)                                                                                            | Kurzbezeichnung                                              |
| ------- | - | --- | ------------------------------------------------------------ |
| 3140    |   | Oligo- bis mesotrophe kalkhaltige Gewässer mit benthischer Vegetation aus Armleuchteralgen                                        | Kalkreiche, nährstoffarme Stillgewässer mit Armleuchteralgen |
| 3150    |   | Natürliche eutrophe Seen mit einer Vegetation des Magnopotamions oder Hydrocharitions                                             | Natürliche nährstoffreiche Seen                              |
| 3240    |   | Alpine Flüsse mit Ufergehölzen von Salix eleagnos                                                                                 | Alpine Flüsse mit Lavendel-Weiden-Ufergehölzen               |
| 3260    |   | Flüsse der planaren bis montanen Stufe mit Vegetation des Ranunculion fluitantis und des Callitricho-Batrachion                   | Fließgewässer mit flutender Wasservegetation                 |
| 6210    |   | Naturnahe Kalk-Trockenrasen und deren Verbuschungsstadien (Festuco-Brometalia)                                                    | Kalk-Magerrasen                                              |
| 6230    | * | Artenreiche montane Borstgrasrasen (und submontan auf dem europäischen Festland) auf Silikatböden                                 | Artenreiche Borstgrasrasen                                   |
| 6410    |   | Pfeifengraswiesen auf kalkreichem Boden, torfigen und tonig-schluffigen Böden (Molinion caeruleae)                                | Pfeifengraswiesen                                            |
| 6430    |   | Feuchte Hochstaudenfluren der planaren und montanen bis alpinen Stufe                                                             | Feuchte Hochstaudenfluren                                    |
| 6510    |   | Magere Flachland-Mähwiesen (Alopecurus pratensis, Sanguisorba officinalis)                                                        | Magere Flachland-Mähwiesen                                   |
| 7140    |   | Übergangs- und Schwingrasenmoore                                                                                                  | Übergangs- und Schwingrasenmoore                             |
| 7210    | * | Kalkreiche Sümpfe mit Cladium mariscus und Arten des Caricion davallianae                                                         | Kalkreiche Sümpfe mit Schneidried                            |
| 7220    | * | Kalktuffquellen (Cratoneurion) | Kalktuffquellen                                              |
| 7230    |   | Kalkreiche Niedermoore | Kalkreiche Niedermoore                                       |
| 8210    |   | Kalkfelsen mit Felsspaltenvegetation                                                                                              | Kalkfelsen mit Felsspaltenvegetation                         |
| 9130    |   | Waldmeister-Buchenwald (Asperulo-Fagetum)                                                                                         | Waldmeister-Buchenwald                                       |
| 9180    | * | Schlucht- und Hangmischwälder (Tilio-Acerion)                                                                                     | Schlucht- und Hangmischwälder                                |
| 91E0    | * | Auen-Wälder mit Alnus glutinosa und Fraxinus excelsior (Alno-Padion, Alnion incanae, Salicion albae)                              | Auenwälder mit Erle, Esche, Weide                            |
| 91F0    |   | Hartholzauenwälder mit Quercus robur, Ulmus laevis, Ulmus minor, Fraxinus excelsior oder Fraxinus angustifolia (Ulmenion minoris) | Hartholzauenwälder                                           |
| 9410    |   | Montane bis alpine bodensaure Fichtenwälder (Vaccinio-Piceetea)                                                                   | Bodensaure Nadelwälder (Kurzbezeichnung)                     |

### Zusammenhängende Schutzgebiete
Folgende Schutzgebiete sind Bestandteil des FFH-Gebiets:
| Nr.          | Name                                            | Ort/e                      | Flächenanteil [%] | Foto |
| ------------ | ----------------------------------------------- | -------------------------- | ----------------- | ---- |
| LSG 4.36.070 | Adelegg und zugehöriges tertiäres Hügelvorland  | Isny, Leutkirch            | 8                 |      |
| NSG 4.282    | Argen                                           | Neukirch                   | 1                 |      |
| NSG 4.109    | Bimisdorfer Mösle                               | Wangen                     | 1                 |      |
| LSG 4.35.040 | Eiszeitliche Ränder des Argentals mit Argenaue  | Neukirch                   | 1                 |      |
| NSG 4.058    | Hangquellmoor Bachholz                          | Wangen                     | 1                 |      |
| LSG 4.36.072 | Jungmoränenlandschaft zwischen Amtzell und Vogt | Amtzell, Bodnegg, Waldburg | 2                 |      |
| NSG 4.186    | Karbachmoos                                     | Wangen                     | 1                 |      |
| NSG 4.186    | Karbachtal                                      | Wangen                     | 4                 |      |
| NSG 4.183    | Krottental-Karbach                              | Amtzell, Wangen            | 2                 |      |
| LSG 4.36.034 | Mittelsee und Oberer See                        | Wangen                     | 2                 |      |
| NSG 4.067    | Teufelssee                                      | Wangen                     | 1                 |      |

### Arteninventar
Folgende Arten von gemeinschaftlichem Interesse kommen im Gebiet vor:
| Bild                        | EU Code | * | Art                         | wissenschaftlicher Name     | Artengruppe           |
| --------------------------- | ------- | - | --------------------------- | --------------------------- | --------------------- |
| Vierzähnige Windelschnecke  | 1013    |   | Vierzähnige Windelschnecke  | Vertigo geyeri              | Schnecken             |
| Schmale Windelschnecke      | 1014    |   | Schmale Windelschnecke      | Vertigo angustior           | Schnecken             |
| Helm-Azurjungfer            | 1044    |   | Helm-Azurjungfer            | Coenagrion mercuriale       | Libellen              |
| Goldener Scheckenfalter     | 1065    | * | Goldener Scheckenfalter     | Euphydryas aurinia          | Schmetterlinge        |
| Steinkrebs                  | 1093    | * | Steinkrebs                  | Austropotamobius torrentium | Krebse                |
| Strömer                     | 1131    |   | Strömer                     | Leuciscus souffia agassizi  | Fische und Rundmäuler |
| Groppe                      | 1163    |   | Groppe                      | Cottus gobio                | Fische und Rundmäuler |
| Kammmolch                   | 1166    |   | Kammmolch                   | Triturus cristatus          | Amphibien             |
| Großes Mausohr              | 1324    |   | Großes Mausohr              | Myotis myotis               | Säugetiere            |
| Biber                       | 1337    |   | Biber                       | Castor fiber                | Säugetiere            |
| Firnisglänzendes Sichelmoos | 1381    |   | Firnisglänzendes Sichelmoos | Drepanocladus vernicosus    | Moose                 |
| Gelber Frauenschuh          | 1902    |   | Gelber Frauenschuh          | Cypripedium calceolus       | Pflanzen              |
| Sumpf-Glanzkraut            | 1903    |   | Sumpf-Glanzkraut            | Liparis loeselii            | Pflanzen              |